# Memoriał Edwarda Jancarza 1993
II Memoriał Edwarda Jancarza odbył się 10 czerwca 1993 roku na stadionie im. Edwarda Jancarza w Gorzowie Wielkopolskim. Sędzią zawodów był Stanisław Pieńkowski.

## Wyniki
| Msc. | Zawodnik                  | Klub                | Pkt  |             |  |
| ---- | ------------------------- | ------------------- | ---- | ----------- |  |
| 1    | (14) Gary Havelock        | Gorzów Wielkopolski | 12   | (3,3,2,1,3) |  |
| 2    | (11) Piotr Świst          | Gorzów Wielkopolski | 11+3 | (3,2,3,1,2) |  |
| 3    | (9) Antonín Kasper        | Gniezno             | 11+2 | (1,2,3,2,3) |  |
| 4    | (5) Hans Nielsen          | Lublin              | 10   | (3,3,3,w,1) |  |
| 5    | (2) Piotr Baron           | Wrocław             | 10   | (3,d,2,3,2) |  |
| 6    | (7) Sławomir Dudek        | Zielona Góra        | 8    | (2,3,0,3,t) |  |
| 7    | (10) Piotr Paluch         | Gorzów Wielkopolski | 8    | (0,1,3,3,1) |  |
| 8    | (13) Andrzej Huszcza      | Zielona Góra        | 8    | (0,1,2,2,3) |  |
| 9    | (12) Sean Wilson          | brak klubu          | 7    | (2,2,0,2,1) |  |
| 10   | (6) Grigorij Charczenko   | Piła                | 6    | (1,2,0,3,0) |  |
| 11   | (4) Bohumil Brhel         | Gorzów Wielkopolski | 5    | (0,3,1,1,0) |  |
| 12   | (1) Ryszard Franczyszyn   | Gorzów Wielkopolski | 5    | (1,0,2,0,2) |  |
| 13   | (3) Robert Sawina         | Toruń               | 5    | (2,0,1,w,2) |  |
| 14   | (16) Jarosław Łukaszewski | Gorzów Wielkopolski | 5    | (2,0,1,2,d) |  |
| 15   | (8) Krzysztof Kuczwalski  | Toruń               | 4    | (w,1,0,0,3) |  |
| 16   | (15) Robert Flis          | Gorzów Wielkopolski | 3    | (1,1,1,–,0) |  |
| 17   | (R1) Marek Hućko          | Gorzów Wielkopolski | 0    | (0,d)       |  |

## Wyścig po wyścigu
1. Baron (67,58), Sawina, Franczyszyn, Brhel
2. Nielsen (64,50), Dudek, Charczenko, Kuczwalski (w)
3. Świst (66,88), Wilson, Kasper, Paluch
4. Havelock (66,19), Łukaszewski, Flis, Huszcza
5. Nielsen (64,46), Kasper, Huszcza, Franczyszyn
6. Havelock (67,99), Charczenko, Paluch, Baron (d)
7. Dudek (67,46), Świst, Flis, Sawina
8. Brhel (66,96), Wilson, Kuczwalski, Łukaszewski
9. Świst (66,39), Franczyszyn, Łukaszewski, Charczenko
10. Nielsen (64,34), Baron, Flis, Wilson
11. Kasper (66,08), Havelock, Sawina, Kuczwalski
12. Paluch (68,81), Huszcza, Brhel, Dudek
13. Dudek (67,12), Wilson, Havelock, Franczyszyn
14. Baron (68,31), Huszcza, Świst, Kuczwalski
15. Paluch (69,44), Łukaszewski, Sawina (w), Nielsen (w/su)
16. Charczenko (68,16), Kasper, Brhel, Hućko
17. Kuczwalski (68,88), Franczyszyn, Paluch, Flis
18. Kasper (67,94), Baron, Hućko (d), Łukaszewski (d), Dudek (t)
19. Huszcza (67,10), Sawina, Wilson, Charczenko
20. Havelock (68,27), Świst, Nielsen, Brhel
21. wyścig dodatkowy o 2. miejsce Świst (66,26), Kasper

Turniej oldbojów
1. Rembas (40,32), Woźniak
2. Padewski (39,89), Berliński
3. finał B Woźniak (37,49), Berliński
4. finał A Padewski (41,30), Rembas